# Wapen van Oxford

Wapen van Oxford

Het wapen van Oxford is het stadswapen van de stad Oxford. Het werd voor het eerst in de 14e eeuw gebruikt op een zegel. Waar de olifant en bever vandaan komen is niet geheel duidelijk. De os op het wapen steekt mogelijk de Theems over via een voorde, in het Engels een ford, hierdoor is mogelijk de plaatsnaam Oxford ontstaan.

## Geschiedenis
Het gehele wapen werd op 12 augustus 1634 als stadswapen vastgesteld, het is nooit officieel toegekend. Het huidige helmteken verschilt echter met het helmteken dat in 1574 tezamen met de schildhouders werd toegekend.

## Schildhouders
De schildhouders symboliseren, mogelijk, twee leden van het hof van koningin Elizabeth I. De olifant staat voor Francis Knollys, lid van het Lagerhuis van Engeland. Aan de andere kant staat een bever, deze symboliseert Henry Norreys of Rycote. Ook Norreys of Rycote was lid van het Lagerhuis, hij was eveneens kapitein van de stadsmillitie.
In ieder geval is bekend dat beide schildhouders ook in een aantal familiewapens van families uit de omgeving voorkomen.

## Blazoenering
In Engeland worden de wapens per onderdeel beschreven, daardoor zijn er voor dit wapen drie aparte blazoeneringen.
Schild
Van zilver beladen met een os van keel staande op golvende dwarsbalken van azuur.
De os staat als het waren in een voorde, deze voorde is in de schildvoet geplaatst en telt drie blauwe balken en drie zilveren balken.
Helmteken
Op een wrong van de kleuren een halve, staande leeuw van azuur gekroond met een keizerlijke kroon houdend tussen de poten een roos van keel beladen van zilver.
Het helmteken bestaat uit een halve leeuw (lijf, staart, voorpoten en de kop) welke op een rood met witte krans staat. De leeuw is gekroond door een keizerlijke kroon en houdt in de voorpoten een rode roos met een zilveren bloem vast: de Tudorroos. Dit helmteken is door koningin Elizabeth I aan de stad geschonken. De leeuw is de Engelse leeuw, hierdoor bestaat het helmteken uit verschillende koninklijke symbolen.
Schildhouders
Rechts een olifant van hermelijn, geoord van zilver getand, geband en gelijnd van goud, links een bever van sinopel zijn staart met gegolfde dwarsbalken (als geschubd) afwisselend blauw en zilver, om de hals een gouden kroon van drie bladeren.
De beide schildhouders hebben een gouden ketting. De bever steekt eveneens de tong uit, deze is rood van kleur. De schildhouders staan op een lint met daarop het motto van de stad: FORTIS EST VERITS, Latijn voor de waarheid is sterk.